# Georgy Golitsyn
Georgy Sergeyevich Golitsyn (em russo:  Георгий Сергеевич Голицын) (Moscou, 23 de janeiro de 1935) é um cientista da área de física atmosférica russo, membro pleno da Academia de Ciências da União Soviética (sucedida pela Academia de Ciências da Rússia) desde 1987, editor chefe do Izvestiya, Atmospheric and Oceanic Physics, membro da Academia Europaea desde 2000.
No período 1990-2009 foi diretor do A.M. Obukhov Institute of Atmospheric Physics, Academia de Ciências da Rússia, Moscou, Rússia. É membro da casa principesca de Golitsyn. Seu pai é o escritor russo Sergei Mikhailovich Golitsyn.
Na década de 1960 estudou a circulação atmosférica em outros planetas. Em 1969 previu a pequena diferença entre as temperaturas noturnas e diurnas em Vênus e suas altas velocidades do vento. Também desenvolveu um modelo para o estudo de tempestades de poeira em Marte. Também foi capaz de mostrar que graves incêndios florestais na Sibéria em 1915 causaram resfriamento global.
Golitsyn é considerado por alguns na Rússia como o autor da teoria do inverno nuclear, que também foi desenvolvida por Vladimir Alexandrov e G.I. Stenchikov e pelos autores do chamado estudo TTAPS. Em 1982 tomou conhecimento do trabalho da Academia Real das Ciências da Suécia sobre o assunto e participou da reunião de revisão do TTAPS com Alexandrov e Nikolay Moiseyev em Cambridge, Massachusetts, em abril de 1983. Ele aplicou seu modelo de tempestades de poeira para a situação que pode seguir uma catástrofe nuclear e relatou suas descobertas na primeira Reunião do Comitê de Cientistas Soviéticos em Defesa da Paz contra a Ameaça Nuclear em maio de 1983, da qual ele se tornou vice-presidente. Em 1984 participou de um grupo de especialistas no World Climate Research Programme para preparar o relatório das Nações Unidas “Climatic and other consequences of large-scale nuclear war”.
G.S. Golitsyn recebeu o Prêmio Friedmann de 1990 da Academia de Ciências da Rússia por seus trabalhos sobre “Estudo da Circulação Geral da Atmosfera e Convecção”. Em 1997 foi nomeado Bolsista Honorário do Instituto Internacional de Análise de Sistemas Aplicados. Em 1996 recebeu o Prêmio Demidov por seus geoestudos. Em 2005 recebeu a Medalha Alfred Wegener da União Europeia de Geociências. Em 2011 foi nomeado membro honorário da Royal Meteorological Society.

## Livros
- Г.С. Голицын. Введение в динамику планетных атмосфер (Russian). Л.: Гидрометеоиздат, 1973.
- Г.С. Голицын. Исследование конвекции с геофизическими приложениями и аналогиями (Russian). Л.: Гидрометеоиздат, 1980.
- М.И. Будыко, Г.С. Голицын, Ю.А. Израэль. Климатические Катастрофы (Russian). М.: Гидрометеоиздат, 1987. In English: M.I. Budyko, G.S. Golitsyn, Y.A. Izrael. Global climatic catastrophes. Berlin; New York: Springer-Verlag, 1988.
- B.M. Boubnov, G.S. Golitsyn. Convection in rotating fluids. Kluwer Academic Publishers, 1995.
- Г.С. Голицын. Динамика природных процессов (Russian). М.: Физматлит, 2004.
- Г.С. Голицын. Микро- и макромиры и гармония (Russian). М.: Квант, 2008